# Siduahili
Siduahili is een bestuurslaag in het regentschap Nias Barat van de provincie Noord-Sumatra, Indonesië. Siduahili telt 975 inwoners (volkstelling 2010).